# Campionati italiani di ski cross 2014
I Campionati italiani di ski cross 2014 si sono svolti a Watles il 28 marzo. Il programma ha incluso sia la gara femminile che la gara maschile.
Trattandosi di competizioni valide anche ai fini del punteggio FIS, vi hanno partecipato anche sciatori di altre federazioni, senza che questo consentisse loro di concorrere al titolo nazionale italiano.

## Risultati

### Uomini
| Pos. | Atleta              | Nazione  |
| ---- | ------------------- | -------- |
| 1    | Francesco Mauriello | Italia   |
| 2    | Diego Castellaz     | Italia   |
| 3    | Florian Schmidt     | Germania |
| 4    | Ned Ireland         | Canada   |
| 5    | Stefan Thanei       | Italia   |

### Donne
| Pos. | Atleta              | Nazione  |
| ---- | ------------------- | -------- |
| 1    | Katharina Tordi     | Germania |
| 2    | Margarethe Aschauer | Germania |
| 3    | Debora Pixner       | Italia   |
| 4    | Sabine Wolfsgruber  | Italia   |
| 5    | Daniela Maier       | Germania |
| 6    | Abby McEwen         | Canada   |
| 7    | Celine Beilharz     | Germania |
| 8    | Valerie Dupier      | Germania |
| 9    | Paula Albrecht      | Germania |
| 10   | Ramona Fichter      | Italia   |